# Ezra Booth
Ezra Booth (14 de febrero de 1792-12 de enero de 1873) fue uno de los primeros miembros de La Iglesia de Jesucristo de los Santos de los Últimos Días quien llegó a ser un crítico vocal de Joseph Smith y de la iglesia. Él fue "el primero apóstata para escribir públicamente contra la nueva iglesia". Antes de unirse a la iglesia en 1831, Booth trabajó como un ministro de la Iglesia Metodista Episcopal y como un granjero en Ohio, EE. UU. Después de ser bautizado en la Iglesia de Jesucristo, él se mudó con su familia a Kirtland, Ohio y sirvió como misionero, predicando en Misuri y Ohio. Booth dejó a la iglesia y terminó su membresía en 1831, cinco meses después de su bautismo. En seguida él escribió una serie de nueve cartas, los cuales denunciaron al Mormonismo y fueron publicadas en el periódico Ohio Star.

## Vida inicial
Booth nació el 14 de febrero de 1792 en Newtown, Connecticut, Luego se mudó a Ohio y asistió a la Iglesia Metodista Episcopal. Llegó a ser un diácono de la iglesia el 8 de agosto de 1818, y fue llamado como un élder en 1821. Booth estudió la teología Metodista en New Haven, Connecticut. Se casó con Dorcas Taylor de Great Barrington, Massachusetts, el 10 de noviembre de 1819 en el condado de Portage, Ohio. Su única hija, llamada Almeda, nació el 15 de agosto de 1823. Almeda Booth luego asistió a una escuela llamada la Instituto Ecléctico de la Reserva del Oeste con James A. Garfield, quien llegaría a ser el Presidente de los Estados Unidos.
Booth trabajó como ministro de la Iglesia Metodista Episcopal antes de llegar a ser un granjero en Nelson, Ohio, y fue allí donde nació su hija Almeda. Los compañeros de Booth dijeron que él fue un hombre inteligente; leyó muchos libros, y una vez compró un lexicón griego y él mismo se enseñó a leer elidioma griego por lo que pudo entender la Biblia en griego.
En junio del 1831, al ver a Joseph Smith sanar el brazo paralizado de su vecina Elsa Johnson, Booth se convirtió a La Iglesia de Jesucristo de los Santos de los Últimos Días. Antes de ese evento, Booth había convertido a la familia Johnson a la fe Metodista en 1826. Nancy Marinda Johnson recordó que, una noche, Booth obtuvo una copia del Libro de Mormón, y junto con John Johnson "se quedaron despiertos toda la noche leyéndolo, y fueron muy animados sobre ello." Booth fue bautizado y ordenado como élder de la iglesia en mayo del 1831. Él se mudó a Kirtland, Ohio con su familia y la familia Johnson en 1831.

## Participación en el Movimiento de los Santos de los Últimos Días
El 4 de junio de 1831, Booth fue ordenado como sumo sacerdote por Lyman Wight en una "escuela construido de troncos" en Kirtland. Booth supuestamente fue poseído por un "asqueroso espíritu" durante la reunión y Joseph Smith "mandó que se saliera". El 6 de junio de 1831, Booth fue llamado a viajar a Misuri con Isaac Morley a predicar la palabra "por el camino". Booth fue descrito como un orador "sofisticado" y "elocuente". Unas cuantas personas, como Symonds Ryder, fueron bautizados como resultado de la predicación de Booth. El 4 de agosto de 1831, Booth fue uno de los catorce élderes en asistencia a la conferencia convocada "por mandamiento especial del Señor" en Kaw Township, el condado de Jackson, Misuri. También fue presente por la colocación de la piedra angular del templo que se iba a construir en Nueva Jerusalén. Durante su servicio misional, Booth no tuvo el éxito que esperaba. Esperó convertir a personas a través de hacer milagros, como ha sido su experiencia de conversión por Joseph Smith. Debido a su percibida falta de éxito, Booth empezó a alejarse de la iglesia. Hablando sobre Booth y su tiempo en la iglesia, historiador Richard Bushman escribió: "cada intento a sanar llegó a ser una prueba, y, cuando su fe menguó, él notó solo las fallas, pasando por alto o no presenciando a las curaciones exitosas relatados por los creedores como John Whitmer."

## Separación de la iglesia
El 6 de septiembre de 1831, Booth fue "acallado de predicando como élder" por Joseph Smith, Sidney Rigdon, Oliver Cowdery, y otros. Smith dijo que fue por causa de la disensión que Booth albergaba con los líderes de la iglesia y su falta de humildad. Una revelación llegó a Smith unos días después, diciendo:
He aquí, yo, el Señor, me enojé con el que fue mi siervo, Ezra Booth, así como con mi siervo Isaac Morley, porque no guardaron la ley, ni tampoco el mandamiento; buscaron lo malo en su corazón.... condenaron por malo aquello en que no había mal; no obstante, he perdonado a mi siervo Isaac Morley.

## Las cartas de Ezra Booth
Aproximadamente tres días después de cuando fue "acallado de predicando como élder" y después de ser miembro por solo cinco meses, Booth denunció al Mormonismo en la primera de nueve cartas, las cuales serán publicadas en el Ohio Star empezando en noviembre del 1831. Las cartas fueron escritas al Reverendo Ira Eddy de la Iglesia Metodista, a quien Booth había conocido durante su tiempo como un ministro en su iglesia. El Vermont Telegraph informó sobre las cartas de Booth, diciendo que ellas contenían "un reporte sobre las pretensiones diabólicas e imposiciones [de los Mormones]."
Las cartas fueron principalmente enfocadas en tres tipos de críticas: "las faltas de coherencia que él notó en las revelaciones de Joseph Smith, lo que él llamó las tendencias 'despóticas' de la iglesia y la 'debilidad evidente' en la personalidad de Joseph Smith y otros líderes de la iglesia." También criticó a Sidney Rigdon en particular e indicó que el Mormonismo había fallado a establecerse como una fe entre la gente indígena de América, aunque una revelación de Smith había dicho que estos esfuerzos serían exitosos. Las razones dadas por Booth al escribir las cartas incluyeron a la prevención de otras personas de llegar a ser víctimas de la iglesia y una respuesta a unos pedidos para sacar a la luz el Mormonismo.
En Norton Township (el área donde estuvo Booth como misionero), el efecto de las cartas de Booth fue que "el sentimiento general fue que 'el Mormonismo' fue derribado". Las cartas fueron muy populares, y el Ohio Star las imprimía casi semanalmente. Las cartas ayudaron a aumentar el miedo en las comunidades de Kirtland y Hiram, Ohio "con respecto al poder creciente de la Iglesia Mormona." Las cartas de Booth, por consiguiente, empujaron a Joseph Smith y Sidney Rigdon a viajar al noreste de Ohio para evaluar el daño que hicieron las cartas y para disuadir a las personas de creerlas. En 1832, Booth solicitó al Ohio Star que imprimiera "una justificación de su carácter en contra los ataques del Sr. Rigdon, durante su última visita a este lugar", pero el pedido fue rechazado. Sus cartas luego fueron impresas por E. D. Howe, en su libro Mormonism Unvailed (1834).

## Vida final, muerte, y legado
Después de salir de la iglesia, Booth se reintegró a la Iglesia Metodista, y luego se unió al movimiento de los Millerites. Cuando las predicciones de William Miller sobre la Segunda Venida de Cristo no se cumplieron, Booth se vinculó a los Shakers desde el año 1845 hasta 1850. Luego, según algunas cuentas "abandonó al cristianismo y llegó a ser un agnóstico."
En 1865, Booth se mudó a Cuyahoga Falls, Ohio. Falleció el 12 de enero de 1873 a los 80 años. Fue enterrado en el cementerio de Oakwood en Cuyahoga Falls al lado de su esposa Dorcas y su hija Almeda. Booth ha sido llamado "el más influyente apóstata de su tiempo."